# 14980 Gustavbrom
14980 Gustavbrom (1997 TW9) là một tiểu hành tinh vành đai chính được phát hiện ngày 5 tháng 10 năm 1997 bởi L. Šarounová ở Đài thiên văn Ondřejov.